# Solvay Group
Solvay è un gruppo chimico belga fondato nel 1863. La sede del gruppo si trova a Bruxelles e impiega più di 9.000 dipendenti in 40 paesi.
Dalla fine del 2023, dopo la scissione e la creazione della nuova entità Syensqo, Solvay si è specializzata nella chimica essenziale.
Solvay è quotata all'Euronext di Bruxelles. 

## Storia

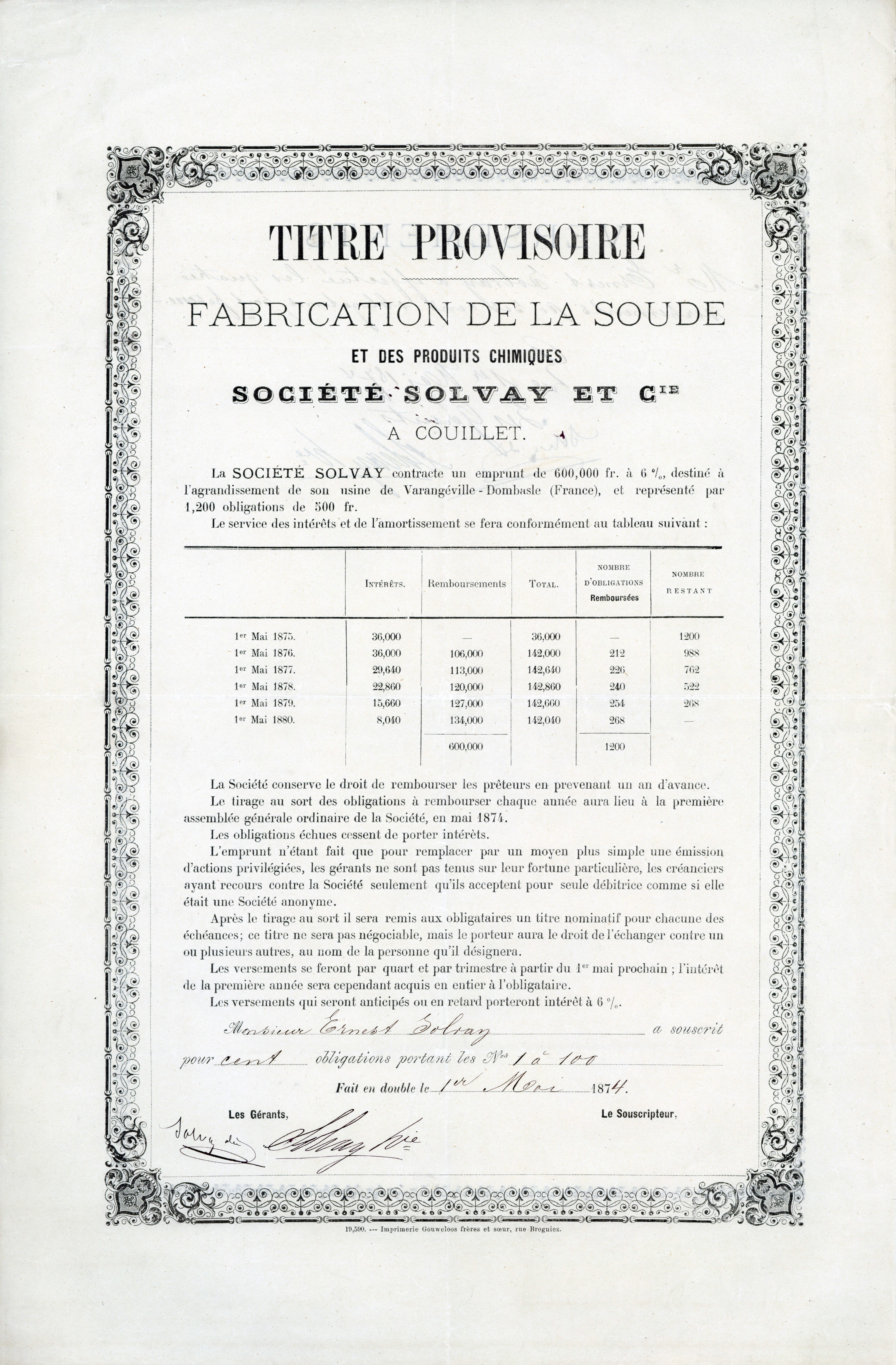
Certificato globale per 100 obbligazioni n. 1-100 della Société Solvay & Cie. a 500 franchi ciascuna, emesso il 1º maggio 1874 a favore di Ernest Solvay e da lui personalmente firmato in qualità di direttore generale. L'obbligazione con un interesse del 6% per un importo totale di 600.000 franchi è stata sottoscritta per la costruzione di una fabbrica a Dombasle-sur-Meurthe in Francia.

La storia del gruppo Solvay inizia nel 1861 quando Ernest Solvay scoprì come produrre industrialmente il carbonato di sodio. Nel 1863, depositò il brevetto per il rivoluzionario Solvay Process e creò la prima fabbrica vicino a Charleroi, a Couillet, con suo fratello Alfred Solvay.
Dal 1870 Solvay iniziò la sua espansione internazionale costruendo stabilimenti in Inghilterra, Germania, Russia e Stati Uniti. Nel 1900 produceva il 95% della produzione mondiale di carbonato di sodio.
Il gruppo si fece conoscere a fisici e chimici attraverso i “Consigli Solvay”, congressi convocati ogni anno da Ernest Solvay. Può così tenersi al passo con i più recenti progressi scientifici e riunire i più grandi giovani ricercatori del suo tempo, tra cui Albert Einstein, Niels Bohr, Lise Meitner, Werner Heisenberg, Marie Curie (fu ad uno di questi congressi che nel 1933 la Joliot-Curie decise di utilizzare sorgenti radioattive alfa di polonio particolarmente intense dal "radium D” ottenuto in forma concentrata da Marie Curie).
In un secolo, e fino al 2009, Solvay è diventata una delle principali industrie del mondo, operativa nelle attività chimiche, plastiche e farmaceutiche e vuole investire nella chimica verde.

### L'acquisizione di Rhodia
Nel settembre 2009, Solvay vende la sua filiale farmaceutica all'americana Abbott per 5,2 miliardi di euro (di cui 4,5 miliardi di euro in contanti). Nel aprile 2011, Solvay ha lanciato un'offerta pubblica di acquisto amichevole sul gruppo chimico francese Rhodia per 3,4 miliardi di euro (con acquisizione di debiti e pensioni, valutando Rhodia a 6,6 miliardi di euro). Queste due operazioni hanno consentito a Solvay di riorientare le proprie attività nelle due aree della chimica e della plastica. Con l'acquisizione di Rhodia, Solvay diventa il maggiore gruppo chimico in Francia con più di 7.000 persone. Da solo o in collaborazione, Solvay gestisce circa venti stabilimenti e siti di produzione, tra cui Tavaux (Jura), il più grande sito chimico Solvay del mondo (2.000.000 metri quadri, 32 km di strade e 35 km di ferrovie).
Nel gennaio 2012, la nuova Solvay è quotata alla Borsa di Parigi, oltre a quella di Bruxelles (dove fa parte dell'indice BEL20), e nel settembre 2012, entra nell'indice CAC 40 parigino al posto di PSA Peugeot Citroën.
Dal 2012 il nuovo amministratore delegato Jean-Pierre Clamadieu ha guidato il gruppo con il piano di effettuare in brevissimo tempo una profonda riorganizzazione della struttura e un'importante trasformazione del portafoglio: 
- riorganizzazione in cinque divisioni aziendali, con una struttura più piatta e agile e un nuovo logo visivo: prodotti chimici di consumo, prodotti chimici ad alte prestazioni, materiali avanzati, polimeri funzionali, servizi aziendali e aziendali;
- trasformazione in un portafoglio più equilibrato con l'uscita programmata del PVC in Europa attraverso una joint venture con Ineos (nel 2014 nasce così Inovyn nel settore del PVC e del cloro-vinile ma con Solvay che vuole ritirarsi entro tre anni dalla sua creazione), la vendita di Indupa in America Latina, l'investimento in energia negli Stati Uniti con l'acquisizione di Chemlogics, significativi investimenti in aree emergenti in forte crescita in Russia, India, Cina, Thailandia.

Nel luglio 2015, Solvay acquisisce la società americana Cytec per 5,5 miliardi di dollari con 4 600 persone e si specializza in materiali compositi, in particolare componenti termoplastici innovativi.
Nel dicembre 2016, Solvay vende la sua controllata Acetow, specializzata in filtri per sigarette, al fondo di investimento Blackstone per un miliardo di euro, debito compreso. Nello stesso mese, cede il 59% del capitale di Asahi Glass a Vinythai, una società thailandese specializzata in materiali da costruzione e rivestimenti, per 291 milioni di dollari. Sempre nel dicembre 2016, Solvay cede anche la sua controllata Solvay Indupa a Unipar per circa 200 milioni di dollari.
Nel corso del 2016, Solvay è uscita dalla joint venture Inovyn creata nel 2014, terminando contemporaneamente quasi tutte le sue attività nel settore del PVC, decidendo di concentrarsi sui materiali compositi, che sono di interesse per settori come l'aeronautica, le automobili e la salute. Nel settembre 2017 vende alla BASF le attività di nylon (2.400 dipendenti) per 1,6 miliardi di euro.
Nel settembre 2018, Solvay lascia il CAC 40, sostituito da Dassault Systèmes. Nell'ottobre 2018 è annunciato che dal marzo 2019 la guida del gruppo sarà affidata a una manager franco-marocchina, Ilham Kadri, che lancia una nuova strategia, un nuovo modo di sviluppo sostenibile del gruppo.
L'8 dicembre 2023, in seguito alla votazione dell’assemblea straordinaria degli azionisti, Solvay è stata divisa in due società distinte: Solvay e Syensqo (pronuncia Science-Co).

Solvay, con Philippe Kehren come amministratore delegato, continuerà ad occuparsi delle attività nella chimica di base oltre a mantenere il marchio storico dell'azienda. Syensqo, guidata da Ilham Kadri in qualità di CEO, ha rilevato le specialità polimeriche e i compositi.
Lunedì 11 dicembre 2023, Solvay e Syensqo hanno iniziato a operare come entità separate su Euronext Bruxelles e Parigi.
In Italia, Syensqo è presente con il sito di Bollate - che ospita il Centro di ricerca globale e laboratori applicativi innovativi - e gli stabilimenti produttivi di Ospiate di Bollate e di Spinetta Marengo.

## Attività in Italia
In Italia Solvay opera con tre siti produttivi, tutti in Toscana: Essential Chemicals Italia a Livorno che produce silica per pneumatici, Solvay Chimica a Massa che produce Carbonato e Solfato di Bario per elettronica e vernici e Solvay Chimica a Rosignano Solvay destinato alla produzione di soda caustica, bicarbonato e carbonato di sodio, acqua ossigenata. I tre stabilimenti nel 2022 hanno realizzato un fatturato di 1862 milioni di euro. Sempre in Italia è presente il Centro di Ricerca Solvay a Bollate. 
L'azienda è proprietaria anche dello stabilimento di Spinetta Marengo nel quale si producono polimeri fluorurati, che opera sotto il nome di Syensqo, a seguito della scissione con Solvay in vigore da dicembre 2023.
Sono stati invece dismessi o venduti gli stabilimenti a Porto Marghera (HFC e acido fluoridrico), Roccabianca (poliolefine reticolabili) e Bussi sul Tirino. 

### Stabilimento di Rosignano Solvay

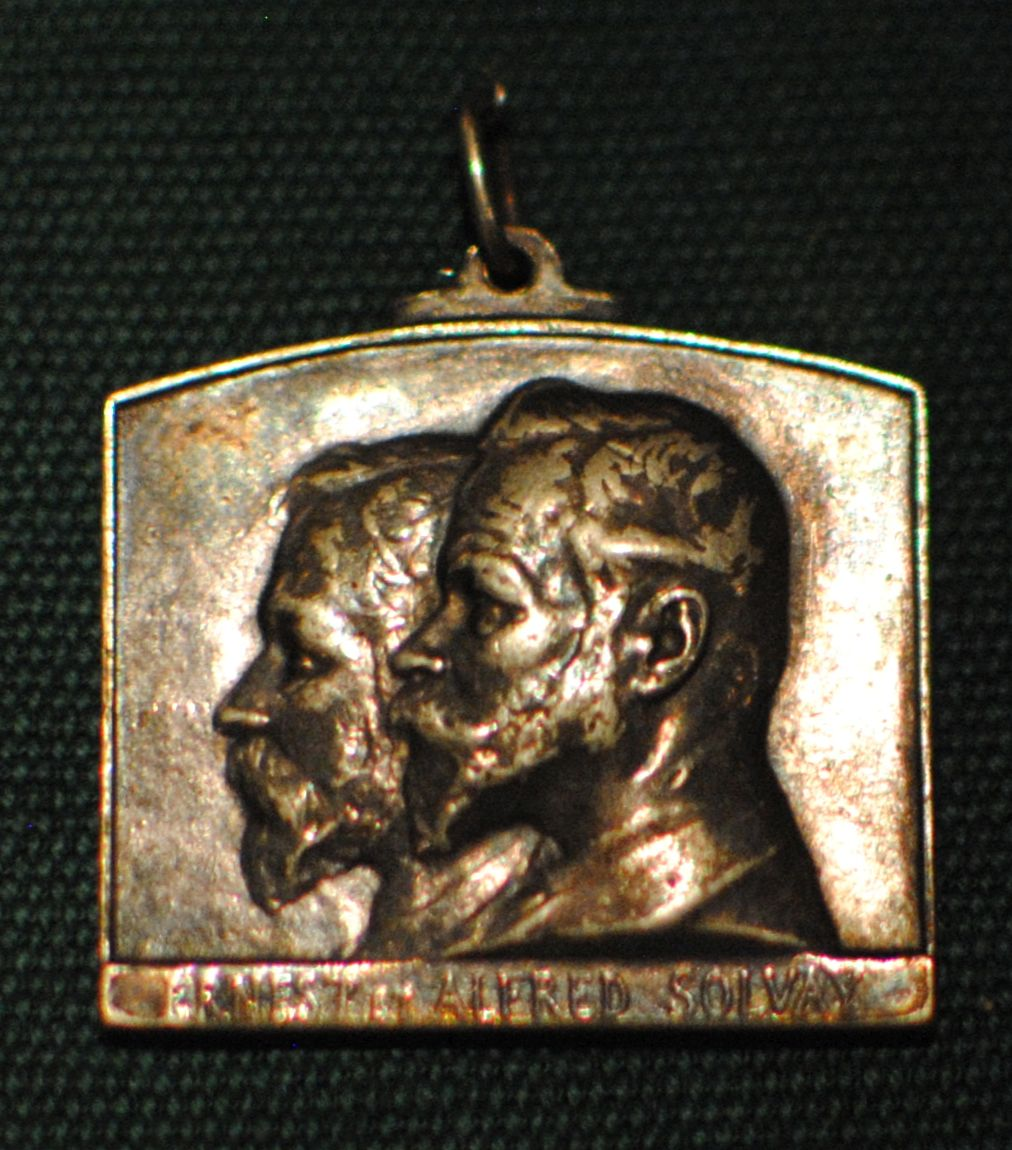
Medaglia commemorativa del 1913 per celebrare il 50º anniversario della fondazione dell'industria Solvay.

Il 2 giugno 1908 Il Regio Prefetto di Pisa invia un'informazione al Sindaco di Rosignano Marittimo ove si dichiara che "Il console del Belgio a Livorno fa presente che una società belga ha intenzione di impiantare 'un piccolo opificio' sulla costa del Mediterraneo, a sud di Livorno".

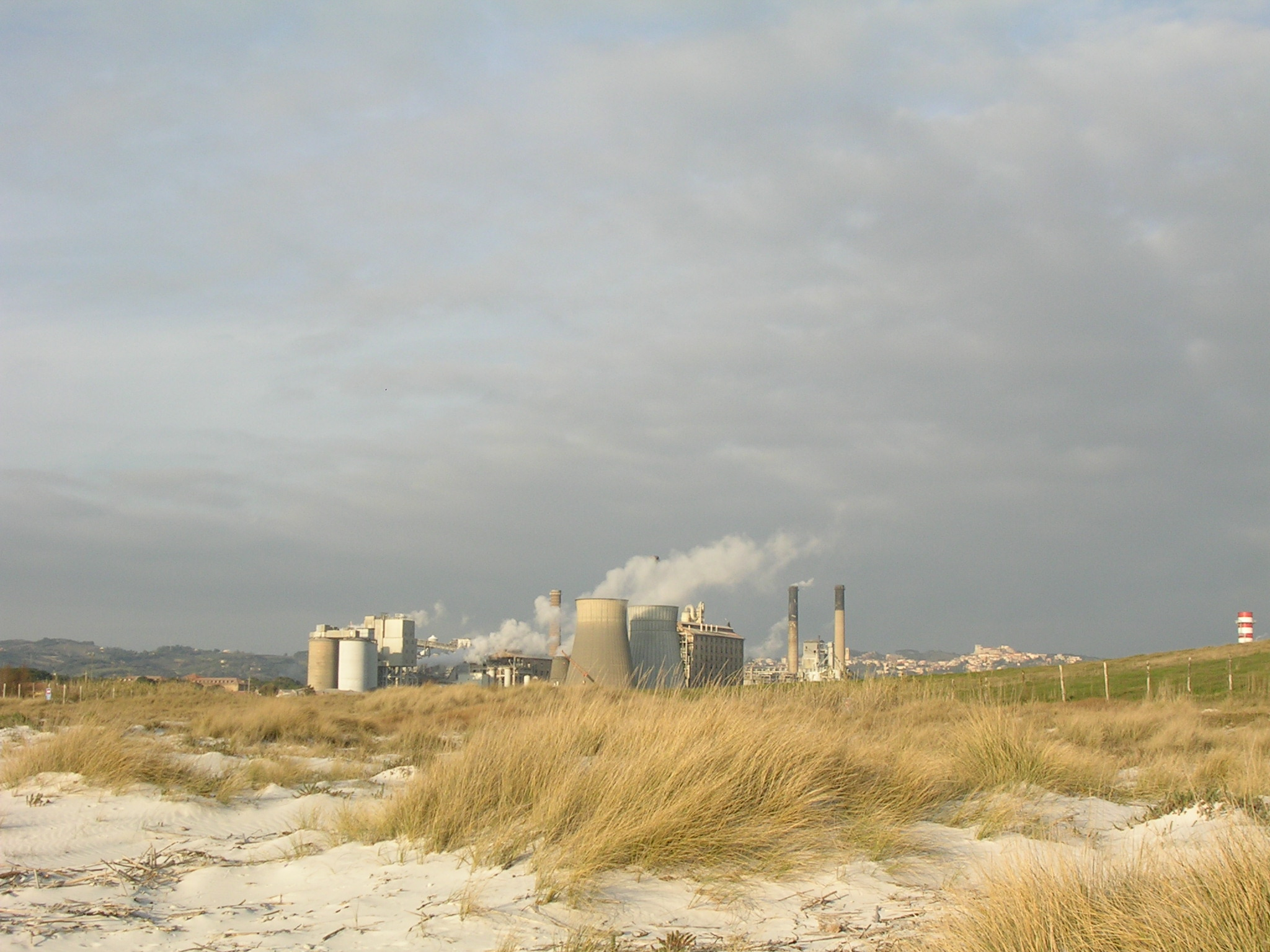
Stabilimento di Rosignano Solvay

Lo Stabilimento di Rosignano Solvay è il primo costruito in Italia dall'Industria Solvay.
I lavori di costruzione iniziarono il 17 settembre 1913, ma già dal 1909, emissari incaricati da Ernest Solvay, erano alla ricerca di un sito adatto, inizialmente fu scelto come sito ideale una zona del comune di Cecina, ma a causa di varie problematiche si ripiegò sul comune di Rosignano Marittimo e precisamente nella zona circoscritta tra il comune, il mare e il fiume Fine, per la vicinanza con le cave di calcare a Rosignano Marittimo e a San Carlo, con Ponteginori dove veniva ricavato il sale e l'acqua marina impiegata per il raffreddamento durante la produzione e con la possibilità di utilizzare il vicino scalo ferroviario per la logistica.
Nel luglio del 1912 la società acquista per 400.000 lire 160 ettari di terreno. Così il 28 marzo 1913 iniziano i lavori di fabbricazione dei mattoni per la costruzione dello stabilimento, che si inizia a costruire nel settembre dello stesso anno e che viene completato nel 1914.

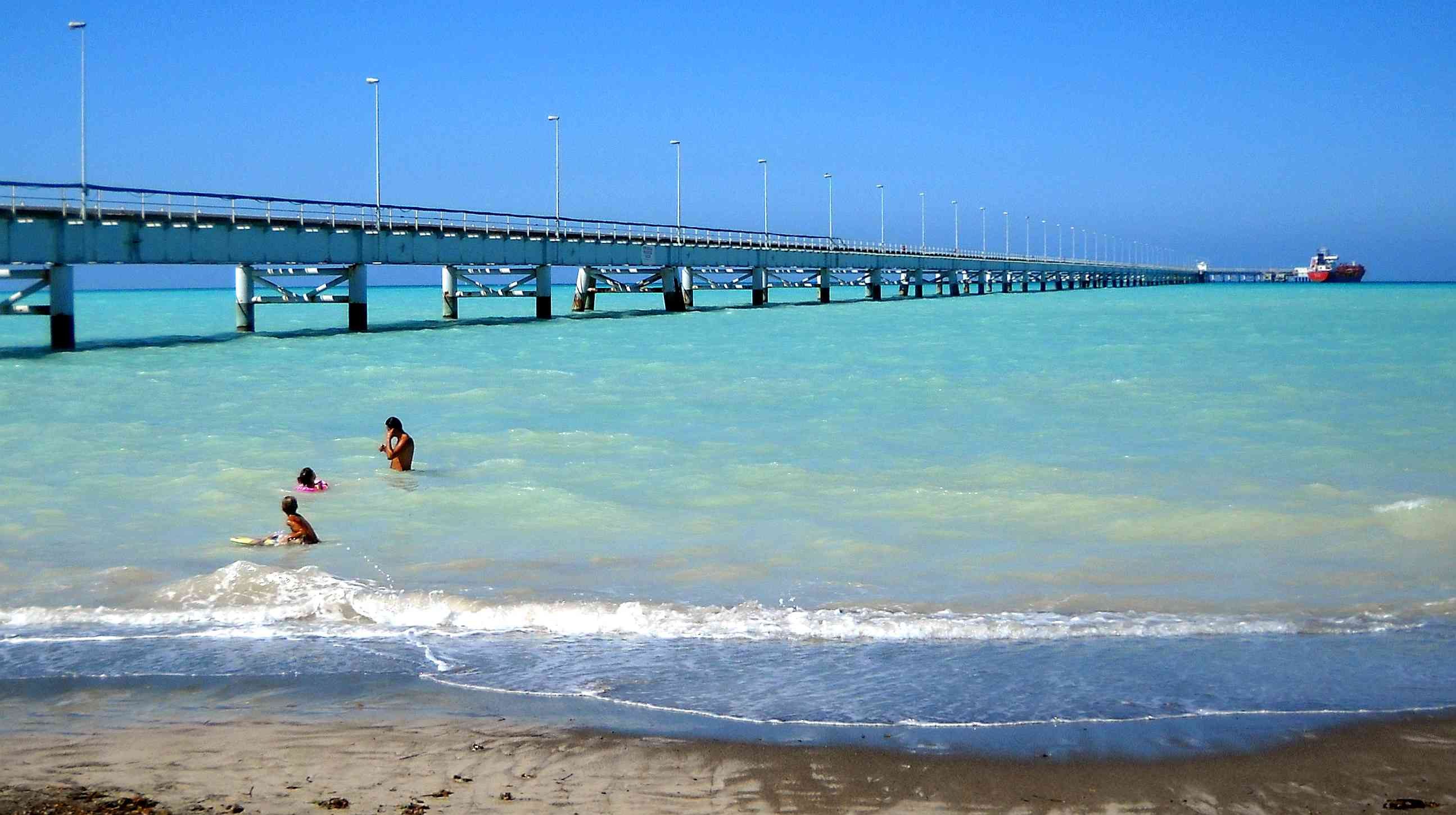
Il pontile di Vada

Nell'autunno del 1916, dopo vari problemi, inizia la produzione di soda caustica. Nel 1925 lo stabilimento Solvay di Rosignano arriva a soddisfare completamente le necessità di soda e soda caustica di tutta Italia.
La produzione non si ferma e necessita di sempre maggiori risorse, lo stabilimento si espande, si ricorre al lago di Santa Luce per l'acqua, si costruisce un pontile a Vada, il Solvada, lungo 1720 m, che entra in funzione il 17 luglio 1979.
A tutt'oggi, nell'impianto Sodiera di Rosignano si produce quasi tutto il carbonato di sodio (soda Solvay) necessario all'industria italiana.
Attualmente lo stabilimento Solvay si è enormemente ampliato sia nella quantità di produzione che nella varietà. Infatti in detto stabilimento viene prodotto:
- carbonato di sodio
- bicarbonato di sodio anche per uso farmaceutico
- cloruro di calcio
- cloro
- acido cloridrico
- clorometani
- materie plastiche
- perossido di idrogeno (acqua ossigenata)

Recentemente sono state costruite due centrali a turbogas per la produzione di energia elettrica della potenza di circa 450 MW ciascuna. È allo studio, enti preposti permettendo, la costruzione di un gassificatore di metano che comporterà l'allungamento dell'attuale pontile Solvada dove attraccano le navi etileniere per scaricare l'etilene liquido, prodotto necessario per la fabbricazione del polietilene (plastica), dagli attuali 1800 metri a 2200, per poter fare attraccare anche le navi metaniere che porteranno il metano liquido. Tale progetto vede l'opposizione della popolazione del territorio che forma il comitato arancione "No Gas" il quale, sostenuto da partiti politici quali Rifondazione Comunista di Rosignano, avvia una dura battaglia di piazza e legale nei confronti della fabbrica Solvay. Ad oggi (2011) si ritiene che il progetto non verrà più portato avanti.
Fino a fine 2009 attiva anche nel settore farmaceutico, ha ceduto il ramo Solvay Pharma ad Abbott Laboratories.

#### Il caso Rosignano
Nel mese di giugno 2013 è scattata un'indagine della procura a causa di quattro scarichi abusivi della Solvay di Rosignano, indagati sono la direttrice e quattro ingegneri. Secondo il Pubblico ministero questi scarichi non erano resi noti all'ARPAT, ed i fanghi erano diluiti per mascherare la concentrazione di scarichi immessi nell'ambiente (più precisamente in mare).
Ciononostante, il problema dell'inquinamento marittimo non è una questione sollevata di recente. La questione delle spiagge bianche era già nota da tempo e secondo le stime del Cnr di Pisa la Solvay ha scaricato 367 tonnellate di mercurio ed altri inquinanti, quali: arsenico, cadmio, nickel, piombo, zinco, di cloroetano.

### Stabilimento di Spinetta Marengo
Lo stabilimento di Spinetta Marengo è l'unico sito produttivo in Italia di polimeri fluorurati e fa parte della GBU Solvay Specialty Polymers. Dalla scissione, lo stabilimento di Spinetta Marengo fa ora parte di Syensqo.
La produzione chimica a Spinetta Marengo inizia nel 1905 quando la neonata "Società di Marengo" iniziò la produzione di solfato di rame. Successivamente fu costruito un impianto per la produzione di acido solforico e per la lavorazione del concime minerale "Super".
Dopo soli 5 anni gli operai erano passati da 20 a 60-80. Nel decennio 1910-1920 venne realizzato un impianto per la produzione di ossigeno. Negli anni 1920-1940 la "Società di Marengo" acquisì uno stabilimento confinante e fu costruita una linea di collegamento con la rete delle Ferrovie dello Stato.
Nel 1933 Montecatini, appoggiata dal governo, acquisì l’azienda alessandrina. A quel tempo venivano prodotti nello stabilimento di Spinetta Marengo il "concime Super", il solfato di rame, l'acido solforico, bicromati, allume di cromo, e canfora sintetica. A seguito del piano di sviluppo di Montecatini si iniziò a produrre arseniato di piombo, fluosilicati di sodio, bario, zinco, magnesio e acido muriatico. Nel dopoguerra si ampliò ulteriormente la produzione aggiungendo la lana di vetro e i pigmenti a base di ferro e di titanio. 
Negli anni 1960-1970 vennero sostituite tutte le produzioni originarie dello stabilimento con le nuove specialità di Montecatini.Il personale superava le mille unità.
Nel 1966 lo stabilimento venne inglobato nella nascente Montedison, fusione fra Montecatini ed Edison. Negli anni 1980-1990 lo stabilimento divenne parte di Montefluos, una divisione di Montedison che operava sui fluoroderivati.
A partire dal 2002 lo stabilimento è parte del gruppo Solvay. Le linee di produzione attuali sono:
- Monomeri fluorurati: TFE, HFP
- Monomeri speciali: PMVE, PPVE, PFBD
- Polimeri fluorurati: plastomeri (Algoflon, Hyflon e Polymist) ed elastomeri fluorurati (Tecnoflon)
- Fluidi fluorurati: Fomblin, Galden, Solvera, Fluorolink
- Polimeri speciali: Aquivion, Solvene

La capacità produttiva dello stabilimento è in continua evoluzione a fronte degli ingenti investimenti del gruppo effettuati e previsti per i prossimi anni.
All'interno del perimetro dello stabilimento vi è anche la produzione di perossidi organici (di proprietà Arkema) ed una centrale termoelettrica (in precedenza di proprietà Edison poi Engie, gruppo GDF Suez, e dal 2017 gestita autonomamente da Solvay).
Nel 2022, Solvay ha dichiarato di non essere responsabile per l'inquinamento del passato, per il quale esisteva una decisione del tribunale. Inoltre, ha affermato di aver investito 280 milioni di euro nella gestione dell'inquinamento del sito, secondo la propria storia, e di aver migliorato la sicurezza e l’impatto ambientale.
Inoltre, nel 2023, una decisione della giustizia ha confermato che Solvay non era responsabile ed è stata risarcita per un importo di 91,5 milioni di euro. È stato l'ex proprietario, Edison (EDF), a essere riconosciuto responsabile di questa inquinamento.

## Curiosità
Durante la seconda guerra mondiale, il giovane Karol Józef Wojtyła, che sarebbe poi divenuto papa Giovanni Paolo II, ha lavorato alla Solvay dal 1940 al 1944 per guadagnarsi da vivere ed evitare la deportazione in Germania.